# Android Developer Challenge
L'Android Developer Challenge (ADC) a été lancé par Google en 2008, dans le but de l'octroi de bourses pour des applications Android de qualité. En novembre 2009, les gagnants d'Android Developers Challenge II ont été sélectionnés après deux votes fait par des milliers d'utilisateurs Android, ainsi qu'un panel de juges officiels. Les vainqueurs du CDA II ont été SweetDreams, What the Doodle!? and WaveSecure.

## Histoire
Android est une pile logicielle pour les appareils mobiles qui comprend un système d'exploitation, un middleware et des applications. L'Android SDK fournit les outils et les APIs  nécessaires pour commencer à développer des applications qui s'exécutent sur les appareils Android. L'Android Developer Challenge est un concours pour les applications les plus innovantes pour Android. Google a offert 10 millions de dollars en lots, répartis entre ADC et ADC II I.
Toutes les entrées ont été jugés par un panel d'experts dans les domaines des dispositifs mobiles, de télécommunications cellulaires, de développement de logiciels et de l'innovation technologique. Google a choisi des juges appartenant à des organisations membres de la Open Handset Alliance, travaillant chez Google et des experts dans le secteur mobile.

## Android Developer Challenge I
L'Android Developer Challenge a été annoncé en janvier 2008, avec des candidatures acceptées à partir de 2 janvier jusqu'au 14 avril. Avec des participants provenant de plus de 70 pays et un total de 1788 entrées, l'ADC a été un succès immédiat, et le blog des développeurs Android a signalé un taux de soumission supérieur à 170 propositions par heure le 14 avril.
Les développeurs en provenance des États-Unis ont représenté un tiers du total des demandes tandis que le reste provenait de pays comme l'Allemagne, le Japon, la Chine, l'Inde, le Canada, la France, l'Angleterre et bien d'autres. Les entrées représentaient un large éventail de domaines d'application, y compris des jeux, des applications de réseautage social, des services publics et des outils de productivité et de développement.
Un panel de plus de 100 juges ont reçu des paquets de jugement et des ordinateurs portables préchargés avec toutes les observations, pour un environnement équitable dans le jugement des soumissions. Après trois semaines d'analyse rigoureuse, les juges ont publié une liste des 50 premiers vainqueurs du tour, qui étaient alors admissibles à participer à la finale. Ces 50 projets les plus prometteurs ont été annoncés le 5 mai 2008, et une bourse de 25 000 $ pour chaque projet a été donnée pour financer un développement ultérieur,.
Les finalistes ont ensuite eu jusqu'au 30 juin 2008 pour soumettre leur candidature pour le tour final. La compétition a conclu avec l'annonce d'une dizaine d'équipes qui ont reçu 275 000 dollars chacun, et dix équipes qui ont reçu 100 000 dollars chacun The entire list of 275 000 $ Award Recipients, 100 000 $ Award Recipients, Finalists and Judges can be viewed here.

## Android Developers Challenge II
ADC II a été annoncée le 27 mai 2009, appelant les développeurs à soumettre leurs applications dans l'une des dix catégories de l'Android Developer Challenge avant août. Les catégories étaient : 
- Éducation
- Jeux : Occasionnel/Puzzle
- Jeux : Arcade/Action
- Réseaux sociaux
- Style
- Productivité/Outils
- Média
- Loisirs
- Voyage
- Musique

Les candidats ont été autorisés à soumettre leur candidature dans seulement une unique catégorie. Les lauréats ont été sélectionnés après deux tours de notation par des milliers d'utilisateurs d'Android ainsi qu'un panel de juges officiels.

### Éligibilité
Le concours ADC II était ouvert uniquement aux applications qui n'ont pas été rendues publiques par le biais de l'Android Market avant le premier août 2009. En outre, les applications qui ont été inscrites au concours ADC I n'étaient pas admissibles à ce concours ADC II. De même, les versions mises à jour des applications inscrites au concours ADC 1 n'étaient pas admissibles à l'ADC II.

### Premier tour
En septembre 2009, les utilisateurs de téléphones sous Android qui pouvait accéder à l'Android Market pouvaient obtenir une application spéciale ADC II leur permettant de juger des applications. Avec cette application, ils pouvaient télécharger, tester, et noter les applications participant au concours. Les utilisateurs qui choisissent de participer au processus téléchargeaient les applications soumises au hasard et de les notaient selon un certain nombre de critères, donnant un score final pour chaque application. Les résultats de ce premier tour ont généré le top 20 des applications dans chacune des 10 catégories (200 applications au total), ces applications sont passées au deuxième tour. Le premier tour de l'ADC II s'est clos le 6 octobre 2009.

### Second tour
Le vote pour le second tour a ouvert le jour de fermeture du premier tour et a pris fin le 25 novembre 2009. Les utilisateurs d'Android ont été en mesure de télécharger les Top 20 des applications dans chaque catégorie et de les évaluer de la même manière que lors du premier tour en utilisant l'application ADC II pour juger. À la fin de la période de vote, les applications de chaque catégorie ont été classés, avec le vote de la communauté qui constitue 40 % de la note finale. Avec le classement du public, une équipe de juges sélectionnée par Google ont évalué les applications. Leur note représentaient 60 % de la note finale.
Google a annoncé les vainqueurs de l'ADC II le 30 novembre 2009,. SweetDreams, What the Doodle!? et WaveSecure ont été nommés gagnant de cette deuxième édition. En outre, 1re, 2e et 3e prix ont été décernés dans chacune des 10 catégories.